# Friedrich Alexander von Schlümbach
Friedrich Alexander von Schlümbach (né à Erlangen en 1772 et mort à Röttenbach en 1835) est un officier allemand, botaniste et forestier, actif à Nuremberg, connu pour ses collections d'échantillons de bois sous forme de livres-coffrets (en allemand Holzbibliothek, littéralement « bibliothèque de bois »).

## DieDeutsche Holzbibliothek
Officier retraité à Nuremberg, von Schlümbach confectionna, entre 1805 et 1810, avec l'aide de Johann Goller, plusieurs bibliothèques de bois, dont neuf séries sont encore conservées au début du XXIe siècle en Suède, aux Pays-Bas, en Hongrie et en Allemagne,.

### Collection d'Alnarp (Suède)
La collection d'Alnarp en Suède, qui compte 217 volumes, représentant 200 espèces, est de loin la plus complète. Elle a été offerte à l'université en 1952 par l'un des premiers étudiants en horticulture de l'institution vers 1880, Per August Sandgren, qui l'avait achetée en Allemagne au début des années 1920.

### Collections hollandaises
Le roi de Hollande, Louis Bonaparte commande, vers 1809, à Schlümbach trois collections de bois pour les offrir aux universités de Harderwijk, Leyde et Franeker auxquelles il souhaite apporter son soutien. Les collections en provenance de Nuremberg, arrivent en trois livraisons, en mai 1809, avril 1810 et juillet 1811 à Franeker.

#### Franeker
À la suite de la fermeture de l'université de Franeker en 1811, la xylothèque de von Schlümbach est offerte à la Fries genootschap (Société frisonne) à Leeuwarden, qui la gère de 1844 à 1902, puis la confie à la commune de Franeker. En 1942, elle est transférée au Musée 't Coopmanshûs (devenu Musée Martena (nl) en 2006), où elle a été le cadre d'une installation de l'artiste néerlandais Henk Puts en 1992. Restaurée en 1998, cette collection qui compte 158 volumes est exposée dans une vitrine ronde climatisée,. N'ayant quasi jamais été manipulée par des étudiants, c'est la plus complète des collections hollandaises,.

#### Harderwijk
La collection de Harderwijk se compose de 146 volumes et se trouve en prêt au Musée TwentseWelle (nl) à Enschede, à l'exception d'un volume en double dont un exemplaire est resté à Harderwijk.

#### Leyde
La collection de Leyde qui compte 148 volumes est exposée au Château de Groeneveld (nl) à Baarn, dans une armoire climatisée,.

#### Groningen
Le Musée de l'université de Groningue (nl) possède trois volumes d'une xylothèque provenant apparemment aussi de la série de von Schlümbach. Il est possible qu'ils proviennent de Franeker, mais il n'est pas exclu que l'université de Groningue ait également reçu une collection car les archives de l'université mentionnent une bibliothèque de bois au début du XIXe siècle, déplacée au musée vers 1820 et presque entièrement détruite par un incendie en 1906.

## Publications

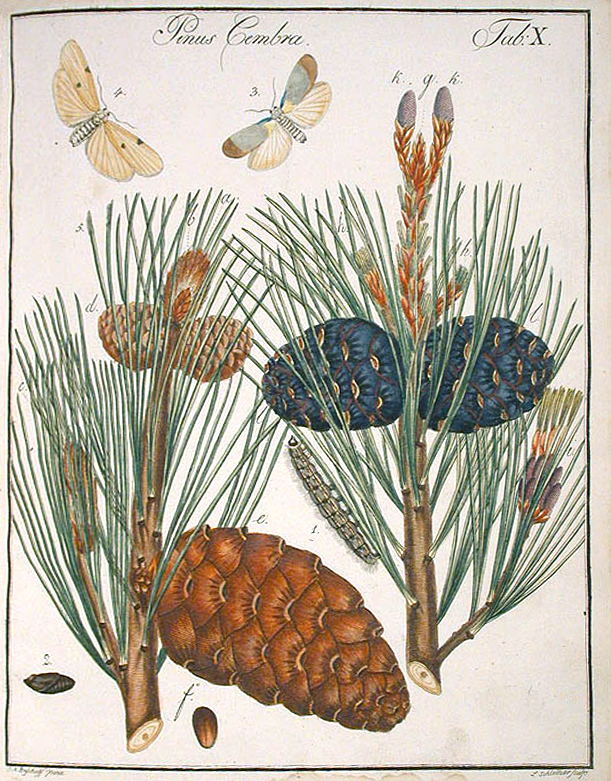
Pinus cembra (Planche 10, dans Alexander von Schlümbach, Abbildung der hauptsächlichsten in- und ausländischen Nadelbäume, welche besonders in dem Königreich Baiern wild gefunden werden, Zweyter Theil, Nürnberg, 1811)

- (de) Friederich Alexander von Schlümbach, Abbildung der hauptsächlichsten in- und ausländischen Nadelbäume, welche besonders in dem Königreich Baiern wild gefunden werden, Nuremberg, 1810-1811, 76 + 131 (lire en ligne)
- (de) Friederich Alexander von Schlümbach, Beschreibung und Abbildung verschiedener vorzüglich heftig wirkender schädlicher Giftpflanzen welche in dem Königreich Baiern häufig gefunden werden : nebst Geschichts-Erzählungen von den traurigen Wirkungen derselben : für Volksschullehrer und Landwirthe, Theta bei Bayreuth, 1817